# 데릭 모나스테리오
데릭 모나스테리오(Derrick Monasterio, 1995년 8월 1일 ~ )는 필리핀의 배우이다.